# 糖果傳奇
《糖果傳奇》（英語：Candy Crush Saga）是由英國網絡遊戲公司King Digital開發的寶石方塊遊戲。具有同步功能，遊戲進度可於不同平台上切換。截至2013年3月，Candy Crush Saga已經超越了FarmVille 2，成為Facebook平台上最受歡迎遊戲，擁有4億5千6百萬每月玩家。
此遊戲在Google Play商店的中文譯名為糖果傳奇。在香港、澳門和台灣，人們通常直接稱呼此遊戲爲Candy Crush，不稱呼其非官方中文譯名，有部分香港網民會以電影《低俗喜劇》中的「爆炸糖」作爲遊戲的中文譯名，惟此稱呼並沒有得到廣泛應用。中国方面，由于与腾讯签订了代理协议，中文版以《糖果傳奇》作为该游戏的中文译名。中国之App Store及其他華語之Android应用市场均提供此遊戲之中文版，惟不提供国际版。2015年7月29日微軟作業系統Windows 10 (build 10240)發布後，該遊戲內建於其中。
2020年7月23日，腾讯因合约到期结束运营《糖果传奇》。
在2021年8月11日，遊戲發佈了第10000關。

## 遊戲玩法

第65關卡的螢幕截圖

Candy Crush Saga是以糖果爲主題，基本規則是將三至五顆一樣的糖果排成一線消除糖果得到分數。游戏需要把不同的糖果組在一起並引爆，會產生不同效果威力。當串消糖果產生連擊的期間，玩家無法移動其他的糖果。游戏採取逐一解鎖的方式進行，每十五關後會讓你邀請Facebook好友來解鎖更長的旅行，前二十關會直接解鎖，第三十五關後在Flash版時便需要車票（有時是船票，或是機票）。
每一關樣式不同，隨機掉落糖果。一開始會提供五顆愛心，失敗一次扣一顆，30分鐘補回一顆，可請求Facebook好友回贈愛心或付錢購買。在Flash版遊戲中，Lemonade Lake（Episode3）之後的關卡（包含Lemonade Lake）須收費，也可請三名Facebook好友協助解鎖，亦可與朋友分享過關情況。當然，也可以使用暴力（Play quests），把三把鑰匙拿到手來獲得車票（或是船票、機票），但每拿到一把鑰匙，都必須等一天才能再搶一把。
在簡體中文版裡，用户需要用微信/QQ帳號登陸，主要操作大致與國際版相同。
續作是「Candy Crush Soda Saga」。

## 特殊技巧
- 把不同的糖果組在一起並引爆，會產生不同效果威力。當串消糖果產生連擊的期間，玩家無法移動其他的糖果。[9]

### 一般消除
- 普通糖果：三顆連一線的糖果
  - 红色糖果：雷根糖
  - 橙色糖果：润喉糖
  - 黄色糖果：柠檬糖
  - 绿色糖果：口香糖
  - 蓝色糖果：棒棒糖
  - 紫色糖果：果汁糖
- 條紋糖果(Striped Candy)：分直條紋糖(四顆連一橫線的糖果)、橫條紋糖(四顆連一縱線的糖果)。以條紋糖的條紋方向消掉一整行或一整列的糖果。
- 包裝糖果(Wrapped Candy)：組合成十型、L型、T型的五顆的糖果。可小爆炸消除3×3範圍的糖果兩次，並出現爆炸聲。
- 彩色巧克力(Color  Bombs)：至少五顆連成一線的彩色巧克力。將交換的糖果及其同色糖果消除。
- 染色劑：至少五顆連成一線再加上一顆或兩顆在兩側的同色球而成的染色劑。以交換四方的其他同色糖果為同色後再連攜成以上的參種功能糖或有機會再為染色劑。

### 組合技
- 2顆條紋糖：以糖果的交換點為中心（游標放開點）消掉一整行和一整列的糖果。[13]
- 條紋糖+包裝糖：變成巨大糖果，以糖果的交換點為中心（游標放開點）消掉三整行和三整列的糖果。
- 2顆包裝糖：消除兩顆各5x5範圍兩次，Facebook版有大爆炸音效，且周圍沒有被炸到的糖果，也會出現被炸飛的動畫。
- 2顆彩色巧克力：消除整個畫面的糖果和糖果下的果凍以及甘草(只能消去一層)但不能消除奶油，也不具有消除周圍奶油效果。[14][15]
- 條紋糖+彩色巧克力：同色的糖果全部變成「條紋糖果」(條紋方向為隨機)，並引發消除其行或列。[16]
- 包裝糖+彩色巧克力：同色糖果全部變成「包裝糖果」。

#### 「果凍魚」(Jelly Fish)
- 果凍魚：當清除一隻果凍魚後生成三隻果凍魚可隨機消除具有果凍的糖果。[17]兩條果凍魚無法交換組合。
- 果凍魚在有顏色糖果外例如甘草糖、生奶油等，雖有消除作用，但若與特殊糖果交換，該點並不具下列效果。
- 條紋糖+果凍魚：同顏色的糖果會全部變成「條紋糖魚」，每顆以直向或橫向爆炸消除。[18]
- 包裝糖+果凍魚：同顏色的糖果會全部變成「包裝糖魚」， [19]
- 彩色巧克力+果凍魚：全部同顏色的糖果會全部變成「彩色果凍魚」，每一隻會再分出3隻魚。[20]

#### 「椰子輪」(Coconut Wheel)
- 粉紅色的椰子輪：可以製造三顆條紋糖果，往左拉於左邊製造三顆並排的條紋糖果。如果椰子輪被糖果炸到或是被條紋糖刷到，隨機方向製造三顆條紋糖果。
- 條紋糖+椰子輪：滾過的行或列有6個變成條紋糖果。
- 包裝糖+椰子輪：滾過的一整行或列變成包裝糖果。
- 彩色巧克力+椰子輪：滾過的一整行或列變成條紋糖果。
- 果凍魚+椰子輪：不能結合（实际不能使用）。
- 2個椰子輪：滾過的一整行或列變成條紋糖果，持續兩次。

### 活動
在不定的活動期間會有不同的該色糖果出現，只要消除在活動期間的該色糖果後，就會有特殊的獎勵。

## 關卡介紹

### 暫時存在
全部普通關卡已經變成了粉紅色
困難關卡（紫色）
超級困難關卡（深藍色）
噩夢困難關卡（黑色）
- 表單關卡(Candy Order Levels)：消除表單上的數量糖果與障礙物才算過關。
（粉紅色）
- 果凍關卡（Jelly Levels)：清除場上所有果凍才算過關。
（藍色）
- 水果關卡(ingredients Levels)：將(所有)水果移動到箭頭處才算過關。
（綠色）
- 綜合關卡(Mixed Mode Level)：清除所有果凍、移動(所有)水果、消除表單上的數量糖果、清除所有障礙物、打通彩虹小徑收集(所有)彩虹糖果等不定式表單才算過關。
（藍粉）
- 彩虹急流關卡(Rainbow Rapid Level)：打通彩虹小徑收集(所有)彩虹糖果才算過關。
（淺藍色）

### 已刪除
- 步數關卡1(Moves Level)：在步數的限制累積一定分數才算過關。大部分關卡已被表單關卡取代。
（橙色）
- 步數關卡2(Moves Level)：跟第一種步數關卡不同，在步數的限制下拿到一星就可以通關。
- 時間關卡(Timed Level)：在一定時間內累計一定分數才算過關。全部關卡已被步數關卡/果凍關卡取代。
（紫色）

### 關卡程度
難關(紫色版本)：一般的困難。

最難關(藍色版本-角骷髏)：章節中只設定其中一關最難關關卡，比難關更難。

惡夢難關：（黑色版本-恐怖骷髏）設定其中一關惡夢難關關卡，比最難關更難。

## 用語
甜蜜毀壞：完成關卡後，在剩餘移動數1以上時，特殊糖果會融解+移動數加權。

超級甜蜜毀壞：完成關卡後，但是在剩餘移動數0時才會發動，將全場的糖果會被清除。

甜蜜之星：在關卡中得到第3星後，會出現「甜蜜之星」，再累計一定分數後就會得到「甜蜜之星」證明。

## Candy Crush Saga Dreamworld
這是Candy Crush Saga的夜間版，與Candy Crush Saga的玩法會不同。這個模式已被刪除。
遊戲規則：一隻貓頭鷹站立月亮翹翹板，依照糖果的顏色計以重量，如果顏色糖果數量比較重的話貓頭鷹會掉下去，然後遊戲會強制結束；要是糖果消除到一定指數時，Moon Struck就會發動，一定移動數目內糖果就會減少一色。

## 人物介绍[21]
- 托菲先生（Mr. Toffee）：糖果店店主
- 蒂菲小屁孩（Tiffi）：主角，她在托菲先生的监护以及好朋友雪人先生的陪伴下，开始了她奇幻的冒险之旅。
- 雪人先生（Mr.Yeti）：雪人商店店主
- 泡泡糖巨魔（Bubblegum Troll）
- 巨龙：主要人物，首次出现在第三篇章（黃金湖）。

## 電腦版本

只要把糖果大爆險和Facebook連結，便可以在個人電腦上玩這個遊戲。有將近3千萬人讚好糖果大爆險在Facebook的應用程序頁面。它是Facebook上最流行的應用程序。

## 外界評價
- Metacritic给予糖果大爆險79分（滿分100分）的分數。[23]
- 據AppData統計，糖果大爆險在2013年4月位於iOS和Android 應用程式下載量的第二名與第三名。[24]
- 該遊戲的愛好者指出：“該遊戲有挑戰性，而且適合打發時間[25]，而且該遊戲可令玩家和Facebook的好友有互動[26]”。
- 有醫生認爲沉迷玩該遊戲容易引發多種健康問題[27]，如老花、頸椎移位、肌肉發炎等[28][29]。
- 專業心理輔導師李馨君指出過度沉迷在玩該遊戲容易引發多種心理及生理問題，對青少年產生負面影響[30]。在英國，有母親因沉迷該遊戲成癮，疏於照顧孩子和家居而被男友離棄，甚至失去工作，並欠債3000英鎊。[31]
- 關卡是永無止境的，若破關了還是會繼續下去。

## 相关统计
自2012年11月起在移动设备平台上推出後，在1個月內有達1,000萬名用戶下載，現在每月用戶達4,600萬，並且持續地增加中，擊敗憤怒鳥在內的200萬個手機應用程式。
根據開發商所称的數據，玩家加起來的總遊戲時間逾10萬年，至今已經有超過1兆顆糖果被消除。根據Zynga和King.com所称的數據，King.com每日活躍用戶數超越了Zynga。

## 影響
- 在台灣，有蛋糕店推出以糖果大爆險爲主題的蛋糕，曾出現訂單全滿的情況。[36]
- 韓國歌手PSY的歌曲《紳士》的MV中有玩《糖果大爆險》的鏡頭[37]。
- 在日本，這款遊戲的活躍會員數突破一億位使用者。（據中時電子報2013年11月13日報導）
- 2013年11月18日，這款遊戲在iOS推出至今剛好滿一年，全球累積在各個平台加總被下載次數超過5億次，玩家上線次數超過1500億次。
- 臺灣的客家電視台曾報導“電玩Candy Crush 全球一天玩7億次”。[38]
- 在全世界部分街機遊戲間中，可看到相關遊戲機台，玩法不外乎是投幣就送遊戲廳券，如果破關將會加碼送遊戲廳券。

## 後續作品

### Candy Crush Soda Saga
中文譯名「糖果蘇打傳奇」，於2014年10月20日推出，其遊戲規則除少數改動外，和《Candy Crush Saga》非常雷同。該遊戲內建於「Windows 10 1511版」作業系統中。游戏具有同步功能，用戶的遊戲進度可於Android和iOS和Windows 10和Windows Phone平台上切換。
游戏因收到欢迎带动开发公司股价上涨。

### Candy Crush Jelly Saga
《Candy Crush Jelly Saga》（翻譯為「糖果果凍傳奇」），由英國網絡遊戲公司King開發，為寶石方塊類遊戲《Candy Crush Saga》及《Candy Crush Soda Saga》的續作，於2016年1月6日推出。遊戲具有同步功能，用戶的遊戲進度可於Android和iOS和Windows 10和Windows Phone平台上切換。
Candy Crush Jelly Saga的遊戲規則為延續了《Candy Crush Soda Saga》基本玩法而來。與以往不同的是，本作加入了Boss型關卡，在地圖上此類關卡外觀是皇冠形而非圓形。每當玩家行動一次後就會換Boss行動，不斷循環直到玩家過關或失敗。

## 流行文化
- 《表情符號電影》：部分場景發生在Candy Crush內。